# МТС-Туркменистан
«МТС-Туркменистан» (Хозяйственное общество «МТС-Туркменистан», туркм. MTS-Türkmenistan, MTS-TM) — первый оператор сотовой связи Туркмении. Является дочерней компанией ПАО «Мобильные ТелеСистемы» (Россия). Главный офис компании располагался в городе Ашхабаде. С сентября 2017 года «МТС-Туркменистан» не оказывает услуги связи.

## История

### 1994 год
- Михаил и Алла Бараш регистрируют в Техасе (США) компанию Barash Communication Technologies, Inc., филиал которой начинает оказывать в Туркмении услуги сотовой связи в стандарте AMPS и услуги пейджинга. На первом этапе в зону покрытия сети входил только город Ашхабад[2].

### 1999 год
- Внедрён стандарт сотовой связи GSM.
- В зону покрытия входят все областные центры страны.

### 2004 год
- В конце года число абонентов компании превысило 50 тысяч человек.

### 2005 год
- 27 июня российской ПАО «Мобильные ТелеСистемы» (МТС) объявило о приобретении 51 % акций Barash Communication Technologies[3].
- 28 июня МТС получает сообщение Министерства связи Туркменистана об отзыве лицензии на оказание услуг сотовой связи, выданной компании BCTI[4]. Формальным поводом стал пункт 10 лицензии[5], согласно которому не допускается передача лицензии BCTI третьим лицам.
- 5 июля работа сети была восстановлена в полном объёме[6].
- 1 ноября МТС доводит свою долю в BCTI до 100 % акций[7].

### 2006 год
- 28 сентября началась смена бренда компании на «МТС-Туркменистан».

### 2007 год
- К концу года число абонентов компании достигло 360 тысяч.

### 2008 год
- В марте «МТС-Туркменистан» стала предоставлять для корпоративного рынка услугу доступа в интернет на базе технологии GPRS.
- В мае число абонентов превысило 500 тысяч[8].
- С 9 июня «МТС-Туркменистан» запущена услуга GPRS для всех абонентов по всей стране[9].

### 2009 год

Офис МТС в Туркменбаши

- «МТС-Туркменистан» обеспечила сотовую связь жителям 139 населённых пунктов Туркмении, среди которых города Тахтабазар, Этрек, Бекдаш, Керкичи, Ходжамбаз, Репетек, Ербент и Бокурдак. В Лебапском велаяте базовые станции были построены в недавно созданном и интенсивно развивающемся этрапе Довлетли.
- Зона покрытия сети «МТС-Туркменистан» расширилась на 30 %, запущена технология EDGE (2.75G)[10].
- В феврале число абонентов превысило 1 миллион, в октябре — 1,5 миллиона[11].

### 2010 год
- В первом квартале года «МТС-Туркменистан» ввела в эксплуатацию 75 новых базовых станций в различных регионах и обеспечила связью ещё 30 населённых пунктов Туркмении. Наибольшее количество базовых станций было установлено в труднодоступных районах, небольших населённых пунктах и социально значимых объектах Ахалского, Дашогузского, Лебапского и Марыйского велаятов.
- В сентябре на IV Международной выставке «Туркментел-2010» компания продемонстрировала технологию мобильной связи LTE (4G) и услуги на её основе.
- В ноябре «МТС-Туркменистан» заявила о планах запуска сети 3G в Ашхабаде.
- К концу года количество абонентов составляло 2,4 млн абонентов[12].
- 15 декабря компания получила уведомление от Министерства связи Туркменистана о приостановке с 21 декабря 2010 года лицензии на предоставление услуг связи сроком на 1 месяц[13].
- 21 декабря «МТС-Туркменистан» приостановила оказание услуг связи. В сообщении головного офиса МТС говорилось, что «компания подала иск в Международный Арбитражный суд при Международной торговой палате о нарушении соглашения со стороны Министерства связи Туркменистана, а также обратилась с иском в Арбитражный суд Туркмении в связи с уведомлением о приостановке лицензий[14].

### 2011 год
- 21 января «МТС-Туркменистан» не возобновила работу. МТС заявила, что направила правительству Туркмении официальное письмо с предложением урегулировать разногласия путём переговоров и устранить препятствия для деятельности МТС в Туркмении[2].
- 22 января министр связи Туркмении Овлягулы Джумагулыев сообщил, что деятельность МТС на территории Туркмении регулировалась договором, заключённым на пятилетний срок, который истёк в декабре 2010 года. По его словам, именно этот договор является базовым документом, и туркменская сторона готова защищать свои интересы в международных арбитражных и судебных инстанциях[15].
- 3 марта МТС направила в адрес участников конференции 2011 Turkmenistan Oil & Gas Road Show открытое письмо с предупреждением о рисках инвестирования в экономику Туркмении[16]. В ответ МИД Туркмении назвал действия МТС «нечистоплотными и низкопробными»[17].
- 5 апреля МТС объявила финансовые результаты 2010 года, согласно которым в четвёртом квартале списаны убытки в размере 137,8 миллиона долларов США из-за обесценения актива в Туркмении в связи с приостановкой операций[18].
- 17 июня МИД Туркмении заявил, что Туркмения не намерена компенсировать МТС понесённые потери[19].

### 2012 год
- 2 мая была достигнута договорённость о возобновлении бизнеса МТС в Туркмении, о чём сообщил основной владелец, председатель совета директоров АФК «Система» Владимир Евтушенков в интервью местному телевидению после встречи с президентом Туркмении Гурбангулы Бердымухамедовым[20].
- 30 августа МТС в лице 100 % вновь учреждённой дочерней компании ХО «МТС-Туркменистан» возобновила предоставление услуг сотовой связи в Туркмении[21].
- 1 октября «МТС-Туркменистан» начал подключение новых абонентов к услугам мобильной связи в более чем 170 дилерских салонах по всей стране[22].

### 2017 год
- На конец второго квартала компания обслуживала 1,7 миллиона абонентов.
- 29 сентября «МТС-Туркменистан» приостановила оказание услуг в связи с отказом регуляторов продлить разрешение на использование частот, а также из-за действий госкомпании «Туркментелеком», отключившей услуги международной и междугородней связи, и доступа в интернет. Отключение произошло при наличии действующей лицензии на оказание услуг связи в Туркмении, которая истекала 26 июля 2018 года[23].

### 2018 год
- В марте МТС по итогам 2017 года оценила убыток от обесценения активов в Туркмении в связи с приостановлением предоставления услуг в этой стране в 3,2 млрд рублей[24].
- 27 июля МТС сообщила, что обратилась с иском в Международный центр по урегулированию инвестиционных споров при Всемирном банке против Туркмении после того, как «МТС-Туркменистан» была вынуждена приостановить деятельность в этой стране. Общие убытки от потери своего бизнеса МТС предварительно оценила в 750 миллионов долларов США. Оператор заявил о нарушении его прав как иностранного инвестора, закреплённых в Соглашении между правительствами РФ и Туркмении о поощрении и взаимной защите инвестиций от 25 марта 2009 года[25].

### 2019 год
- В январе СМИ сообщали, что МТС не смогла договориться с туркменскими властями о возобновлении деятельности и приступила к демонтажу оборудования «МТС-Туркменистан»[26].
- 9 апреля МТС заявила об увеличении оценки ущерба, полученного из-за прекращения работы в Туркмении, до 1,5 миллиарда долларов[27].

### 2022 год
- Нынешнее здание «МТС Туркменистан», расположенное в Ашхабаде на улице Атамырада Ниязова, стало посольством Катара.[источник не указан 954 дня]

## Собственники и руководство
Учредитель и владелец компании — ПАО «Мобильные ТелеСистемы» (МТС).

## Деятельность
«МТС-Туркменистан» использовала стандарт GSM на всей территории Туркмении, обслуживала абонентов через семь офисов в областных центрах и обширную сеть дилерских салонов в регионах.